# La vida secreta de las plantas
La vida secreta de las plantas es un libro escrito por Peter Tompkins y Christopher Bird. El libro fue publicado por Editorial Harper & Row en 1973.

## Reseña
«La vida secreta de las plantas». Recopilan logros y hallazgos relacionados con el mundo vegetal realizados por diversos investigadores en los años 1960. Expone una serie de relaciones físicas, emocionales y espirituales entre las plantas y el hombre.
El libro, toma como tema central las capacidades sensitivas de las plantas (conocido como "efecto Backster"), por más de que estas no posean un sistema nervioso. 
Para algunos autores se cree haber demostrado empíricamente[cita requerida] tal percepción, sin embargo se cuestiona la validez de tales experimentos (ver críticas más abajo). Generalmente los experimentos se desarrollaron conectándolas a un galvanómetro para medir la diferencia de conductividad eléctrica presente en ellas, que se cree se veía directamente afectado por los distintos estados emocionales de la planta.

## Críticas
Los trabajos de Cleve Backster (efecto Backster) fueron criticados ampliamente y rechazados por la comunidad científica.